# Tenzin Wangmo
Tenzin Wangmo, aussi Tenzin Wangmo Frapolli est une enseignante et ancienne présidente et porte-parole de la communauté tibétaine de Suisse romande. Polyglotte, elle a retranscrit des contes tibétains.

## Biographie
Tenzin Wangmo est née en 1962 au nord de l'Inde. Son père a travaillé dans le gouvernement tibétain à l'époque de l'indépendance de facto. Il s'est réfugié en Inde où il a rencontré sa future épouse, et tous 2 furent enseignants.
Tenzin Wangmo a grandi dans le Sud de l'Allemagne (dès 1963) et en Suisse alémanique à partir de 1974. Elle parle l'allemand, le suisse-allemand, le français, l'anglais, le tibétain et l'italien.
À l'âge de 20 ans (1982), elle visite pour la première fois Lhassa.
Depuis 1992, elle habite la Suisse romande où elle vit avec son mari tessinois dans le Gros-de-Vaud. Tenzin Wangmo a enseigné pendant 2 ans à l'école secondaire de la commune de Waldstatt (canton d'Appenzell Rhodes extérieures).
Dès1981, elle s’engage pour le Tibet au sein de la communauté tibétaine en Suisse dont elle a été porte-parole et cheffe de section en Suisse romande,,,.
Elle donne des conférences publiques et raconte des contes tibétains. De 2001 jusqu'à 2011, elle représente en Suisse le projet humanitaire TADRA, deux villages d’enfants orphelins à l’est du Tibet qui a éduqué plus de 1000 enfants orphelins dans l'est du Tibet.
Depuis 2018, elle est coresponsable avec René Longet de la section romande de la Société d’amitié suisse-tibétaine

## Ouvrages
- Karmische Irrwege zum Glück. Eine tibetische Prinzessin und ein listiger Geist, Éd. Prong Press, 2024,  (ISBN 978-3906815596)
- Los cuentos tibetanos del karma, Éd. Obelisco, 2018,  (ISBN 9788491113270)
- The prince and the zombie, tibetan tales of karma, Éd. Shambhala, 2014,  (ISBN 9781611802061)
- Les contes tibétains du Karma : le Prince et les histoires de cadavres, préface de Matthieu Ricard, Éd. Infolio, 2012. En rupture de stock. (ISBN 2884748946 et 9782884748940)
- Le prince et le corps magique: contes tibétains, Éditeur	T. Frapolli, 2004
- Collaboration pour créer les adventures de Globi bei den Yaks, Éd. Globi, 2023.  (ISBN 9783857034817)